# Pannben

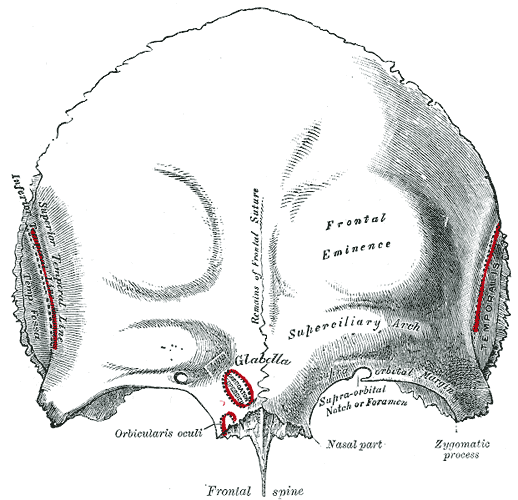
Pannbenets utsida.
Illustration: Gray's Anatomy, 1918. (PD)

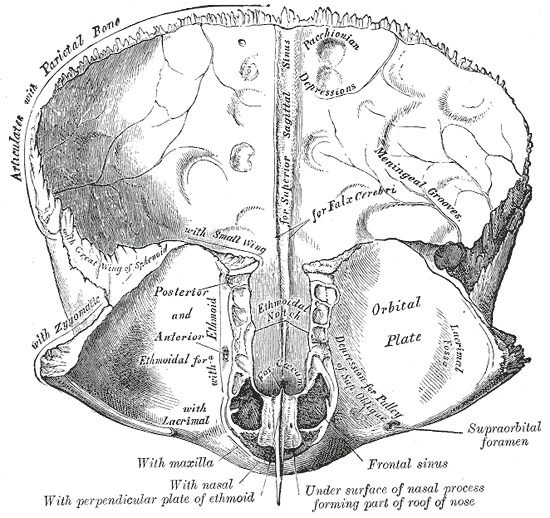
Pannbenets insida.
Illustration: Gray's Anatomy, 1918. (PD)

Pannben (latin: os frontale) är, i människans skelett, ett ben på kraniets framsida som består av två delar: en vertikal del (squama frontalis) som motsvarar pannan, och en horisontell eller orbital del (pars orbitalis) som utgör ögon- och näshålornas tak.
Squamans (den vertikala delen av pannbenet) kanter är tjocka och sågtandade. Den övre kanten vilar mot hjässbenen (os parietale) och är avfasad invändigt. De laterala kanterna upptar trycket från dessa ben och är avfasade utvändigt. Kanterna övergår nedtill i en triangulär, skrovlig yta som ledar mot kilbenets (os sphenoidale) stora vinge. De bakre kanterna vid ögonhålorna är tunna och ledar mot kilbenets lilla vinge.
Squaman och ögonhålornas laterala kanter (processus zygomaticus) är mycket tjocka och består två kompakta laminae (tunna blad) och mellanliggande spongiöst ben, eller luftrum i området där pannbenet täcker den främre bihålan. Vid ögonhålorna är benet tunt och genomskinligt och består uteslutande av kompakt ben vilket underlättar penetration av benet med kirurgiska instrument just där.